# Paracrobunus
Paracrobunus is een geslacht van hooiwagens uit de familie Epedanidae.
De wetenschappelijke naam Paracrobunus is voor het eerst geldig gepubliceerd door Suzuki in 1977. 

## Soorten
Paracrobunus omvat de volgende 2 soorten:
- Paracrobunus bimaculatus
- Paracrobunus similis